# سیارک ۹۱۲۱۳
سیارک ۹۱۲۱۳ (به انگلیسی: 91213 Botchan، نامگذاری:1998YZ7) نود و یک هزار و دویست و سیزدهمین سیارک کشف شده‌است که در ۲۲ دسامبر ۱۹۹۸ کشف شد.